# قرية وارسو (نيويورك)
قرية وارسو (بالإنجليزية: Warsaw (village), New York)‏ هي قرية تقع في الولايات المتحدة في مقاطعة وايومينغ، نيويورك. يقدر عدد سكانها بـ 3,814 نسمة ومساحتها 10.7 كم2 وترتفع عن سطح البحر 309 متر.

## التركيبة السكانية
حدّد مكتب تعداد الولايات المتحدة بيانات التركيبة السكانية لقرية وارسو في تعداد الولايات المتحدة. في ما يلي، التركيبة السكانية حسب تعدادي 2000 و2010.

### تعداد عام 2000
بلغ عدد سكان قرية وارسو 3,814 نسمة بحسب تعداد عام 2000، وبلغ عدد الأسر 1,484 أسرة وعدد العائلات 888 عائلة مقيمة في القرية. في حين سجلت الكثافة السكانية 358.8 نسمة لكل كيلومتر مربع (929.3/ميل2). وبلغ عدد الوحدات السكنية 1,575 وحدة بمتوسط كثافة قدره 148.2 لكل كيلومتر مربع (383.8/ميل2).
وتوزع التركيب العرقي للقرية بنسبة 96.96% من البيض و0.52% من الأمريكيين الأفارقة و0.39% من الأمريكيين الأصليين و1.07% من الأمريكيين ذوي الأصول الآسيوية و0.10% من الأعراق الأخرى و0.94% من عرقين مختلطين أو أكثر و0.87% من الهسبانيون أو اللاتينيون من أي عرق.
بلغ عدد الأسر 1,484 أسرة كانت نسبة 34.6% منها لديها أطفال تحت سن الثامنة عشر تعيش معهم، وبلغت نسبة الأزواج القاطنين مع بعضهم البعض 44.3% من أصل المجموع الكلي للأسر، ونسبة 12% من الأسر كان لديها معيلات من الإناث دون وجود شريك، بينما كانت نسبة 3.5% من الأسر لديها معيلون من الذكور دون وجود شريكة وكانت نسبة 40.2% من غير العائلات. تألفت نسبة 34.1% من أصل جميع الأسر من عدة أفراد يعيشون في نفس المنزل ونسبة 17.3% كانت تتألف من شخص يعيش بمفرده يبلغ من العمر 65 عاماً أو أكثر. وبلغ متوسط حجم الأسرة المعيشية 2.32، أما متوسط حجم العائلات فبلغ 3.01.
بلغ العمر الوسطي للسكان 38.9 عاماً. وكانت نسبة 23.8% من القاطنين تحت سن الثامنة عشر، وكانت نسبة 7.4% بين الثامنة عشر والرابعة والعشرين عاماً، ونسبة 26.3% كانت واقعةً في الفئة العمرية ما بين الخامسة والعشرين والرابعة والأربعين عاماً، ونسبة 18.3% كانت ما بين الخامسة والأربعين والرابعة والستين، ونسبة 14.4% كانت ضمن فئة الخامسة والستين عاماً فما فوق. يوجد لكل 100 أنثى 87.1 ذكر، ويوجد لكل 100 أنثى في الثامنة عشر من عمرها فما فوق 80.4 ذكر.
بلغ متوسط دخل الأسرة في القرية 35,592 دولارًا، أما متوسط دخل العائلة فبلغ 42,540 دولارًا. وكان متوسط دخل الذكور 33,682 دولارًا مقابل 21,540 دولارًا للإناث. وسجل دخل الفرد الخاص بالقرية 17,483 دولارًا. وكانت نسبة 9.8% من العائلات ونسبة 11% من السكان تحت خط الفقر، وكان من هؤلاء نسبة 17.2% تحت سن الثامنة عشر ونسبة 8.7% في الخامسة والستين من العمر وما فوق.

### تعداد عام 2010
بلغ عدد سكان قرية وارسو 3,473 نسمة بحسب تعداد عام 2010، وبلغ عدد الأسر 1,514 أسرة وعدد العائلات 811 عائلة مقيمة في القرية. في حين سجلت الكثافة السكانية 326.7 نسمة لكل كيلومتر مربع (846.1/ميل2). وبلغ عدد الوحدات السكنية 1,647 وحدة بمتوسط كثافة قدره 154.9 لكل كيلومتر مربع (401.2/ميل2).
وتوزع التركيب العرقي للقرية بنسبة 96.92% من البيض و0.20% من الأمريكيين الأفارقة و0.35% من الأمريكيين الأصليين و0.86% من الأمريكيين ذوي الأصول الآسيوية و0.23% من الأعراق الأخرى و1.44% من عرقين مختلطين أو أكثر و1.64% من الهسبانيون أو اللاتينيون من أي عرق.
بلغ عدد الأسر 1,514 أسرة كانت نسبة 27.5% منها لديها أطفال تحت سن الثامنة عشر تعيش معهم، وبلغت نسبة الأزواج القاطنين مع بعضهم البعض 38.2% من أصل المجموع الكلي للأسر، ونسبة 12% من الأسر كان لديها معيلات من الإناث دون وجود شريك، بينما كانت نسبة 3.4% من الأسر لديها معيلون من الذكور دون وجود شريكة وكانت نسبة 46.4% من غير العائلات. تألفت نسبة 39.8% من أصل جميع الأسر من عدة أفراد يعيشون في نفس المنزل ونسبة 18.4% كانت تتألف من شخص يعيش بمفرده يبلغ من العمر 65 عاماً أو أكثر. وبلغ متوسط حجم الأسرة المعيشية 2.20، أما متوسط حجم العائلات فبلغ 3.00.
بلغ العمر الوسطي للسكان 39.9 عاماً. وكانت نسبة 22.9% من القاطنين تحت سن الثامنة عشر، وكانت نسبة 8.8% بين الثامنة عشر والرابعة والعشرين عاماً، ونسبة 25% كانت واقعةً في الفئة العمرية ما بين الخامسة والعشرين والرابعة والأربعين عاماً، ونسبة 27.2% كانت ما بين الخامسة والأربعين والرابعة والستين، ونسبة 16.2% كانت ضمن فئة الخامسة والستين عاماً فما فوق. وتوزع التركيب الجنسي للسكان بنسبة 47.5% ذكور و52.5% إناث.